# Kola superdybe borehul
Kola superdybe borehul (KSB) (russisk: Кольская сверхглубокая скважина) beliggende på Kolahalvøen på den russiske side af den norsk-russiske grænse, er med en dybde på 12.262 meter verdens dybeste menneskeskabte borehul.
Borehullet var et videnskabeligt projekt, der havde til formål at gennemtrænge jordens skorpe og tage geologiske prøver fra området, hvor skorpen og kappen mødes (kaldet Mohorovičić-diskontinuiteten). Beslutningen og boringerne blev taget af det daværende Sovjetunionen i 1962. De første år gik med at finde et passende sted for boringerne, efter forundersøgelser faldt beslutningen i 1965 på Kolahalvøen ca. 10 kilometer vest for den lille by Zapoljarny i den nordvestlige del af Sovjetunionen, og efter fem års yderligere forberedelser og konstruktion af overfladeanlæg begyndte den egentlige boring den 24. maj 1970.

## Teknik
Over borehullet blev bygget et 60 meter højt tårn til at huse boremaskineriet. De fleste dybe boreopsætninger vil gøre brug af en roterende aksel til at bore igennem jorden, men sådan en metode ville ikke være brugbar i den dybde som Kolaboringen var planlagt til. I stedet opfandt de russiske videnskabsmænd en metode, hvor det kun var selve borehovedet, der roterede. Dette konstruerede de ved at presse et smøremiddel ned gennem borerøret og igennem borehovedet, hvilket fik det til at rotere. Boret var yderligere designet således at der kontinuerligt blev hevet stenprøver op.

## Boring
Boringerne fortsatte i 12 år frem til 1992, hvor de blev stoppet grundet uforudset varme og omvæltningerne i Sovjetunionen. Russerne havde ikke helt held med at nå den ønskede dybde og bryde gennem til kappen i jordens indre, idet boringerne stoppede ved en dybde på 12.262 meter, 2.738 meter fra den planlagte dybde på 15.000 meter. . En række forskellige grene fra det centrale borehul havde nået forskellige dybder. Det hul der var dybest gik under navnet SG-3.

### Milesten
- 6. juni 1979: Kolaboringen slog rekorden for det hidtidige dybeste borehul, Bertha Rogers borehul i Washita County, Oklahoma som havde nået en dybde på 9.583 meter.[1]
- I 1983 passerede boret 12.000 meter, hvorefter der blev holdt omkring et års pause for at fejre hændelsen[2].
- 27. september 1984: blev boringen ramt af et alvorligt tilbageslag da omkring 5.000 meter borerør blev flået af og efterladt på en dybde af 12.066 meter. Det blev besluttet at genoptage boringen fra en dybde på 7000 meter[2].
- 1989: borehullet havde nået en dybde på 12.262 meter.
- 1992: grundet uforudset varme på denne dybde (180 °C frem for den forventede 100 °C – og en fremskrivning på 300 °C ved 15.000 meters dybde) måtte boringen stoppes.

## Forskning
Kolaboringen borede igennem omkring en tredjedel af den baltiske kontinentalplade som antages at være omkring 35 kilometer tyk. På denne dybde er stenene omkring 2,7 milliarder år gamle. På trods af at borehullet ikke nåede den ønskede dybde, har boringen alligevel resulteret i en stor mængde værdifulde informationer og forskningsresultater. Før boringen var den eneste viden om jordens indre baseret på seismologiske data, men med boringen fik menneskeheden for første gang førstehåndsmateriale og stenprøver at arbejde med. Dette medvirkede hurtigt til at en række tidligere antagelser og teorier måtte revideres eller helt forkastes.

### Iblandt opdagelserne
- Der blev ikke fundet en forventet transition fra granit til basalt ved omkring 3 kilometers dybde. Seismologiske undersøgelser havde ellers vist at seismiske bølger bevæger sig markant hurtigere ved denne dybde, hvilket geologer antog kom af at et lag af basaltsten. Kolaboringen viste at forskellen i bølgehastigheden i stedet skyldes en forandring i stenene grundet høje temperaturer og tryk (Metamorf bjergart).

- Stenene på denne dybde var iblandet overraskende store mængder vand. Eftersom vand slet ikke burde eksistere på denne dybde antages det nu at vandet stammer fra brint- og iltatomer der grundet det store pres er presset ud af stenen, og efterfølgende ikke har kunnet stige til overfladen på grund af et lag af ugennemtrængelige sten oven over.

- Der var en uventet stor mængde hydrogengas, der fik mudderet, der strømmede op fra borehullet, til at "koge over" med hydrogen[3].

- Der blev fundet store mængder af mikroskopiske fossiler med stor variation på store dybder, helt ned til 6,7 kilometer under overfladen. Der blev fundet 24 forskellige planktonarter – som havde kulstof- og nitrogenoverflader i stedet for de gængse overflader af kalk eller siliciumdioxid.

- Temperaturen steg hurtigt i takt med at boringerne nåede dybere ned. På 12.000 meter havde forskerne forventet en temperatur på 100 °C, men mødte i stedet 180 °C. Hvilket fik dem til at fremskrive temperaturen på 15.000 meter til 300 °C.

Kola superdybe borehul vedbliver med at være en værdifuld forskningskilde. Den omfattende samling af stenprøver er opbevaret i Zapoljarny omkring 10 km syd for borehullet. Den for tiden dybeste boring i området er SG-5, som har nået en dybde på 8.578 meter og er 214 millimeter i diameter.